# كورت ألبرت كيرلاخ
كورت ألبرت كيرلاخ (بالألمانية: Kurt Albert Gerlach)‏ هو عالم اجتماع ألماني، ولد في 22 أغسطس 1886 في هانوفر في ألمانيا، وتوفي في 19 أكتوبر 1922.